# Dongbaek-dong
Dongbaek-dong (koreanska: 동백동) är en stadsdel i staden Yongin i provinsen Gyeonggi, i den nordvästra delen av Sydkorea, 35 km söder om huvudstaden Seoul. Den ligger i stadsdistriktet Giheung-gu.

## Indelning
Administrativt är Dongbaek-dong sedan 20 januari 2020 indelat i:
| Namn    | Namn                 | Yta km² | Invånare 31 dec 2020 |
| ------- | -------------------- | ------- | -------------------- |
| 동백1동 | Dongbaek 1(il)-dong  | 3,90    | 33 192               |
| 동백2동 | Dongbaek 2(i)-dong   | 3,96    | 27 329               |
| 동백3동 | Dongbaek 2(sam)-dong | 2,50    | 23 614               |